# Carnegiella
Carnegiella es un género de peces de la familia Gasteropelecidae en el orden de los Characiformes. Habita las cuencas de los ríos Río Amazonas y Orinoco. Conocidos como peces hacha son populares en acuariofilia.

## Especies
Se reconocen 4 especies en este género:
- Carnegiella marthae G. S. Myers, 1927
- Carnegiella myersi Fernández-Yépez, 1950
- Carnegiella schereri Fernández-Yépez, 1950
- Carnegiella strigata (Günther, 1864)